# Louise Saumoneau
Louise Saumoneau (* 17. Dezember 1875 in Poitiers; † 23. Februar 1950 in Paris) war eine französische Feministin, Gewerkschafterin und Sozialistin während der Dritten Republik.
Nach mehreren Jahren des Engagements wandte sie sich von der Frauenbewegung ab, die sie als zu weit vom Klassenkampf entfernt betrachtete. Sie wurde zu einer Symbolfigur der sozialistischen Bewegung, ohne sich jedoch der Kommunistischen Partei anzuschließen. Während des Ersten Weltkriegs engagierte sie sich als Pazifistin.

## Leben

### Jugend
Louise Aimée Saumoneau stammte aus einer Arbeiterfamilie, die in der Nähe von Poitiers lebte. Ihr Vater war Schreiner und arbeitete in einer Werkstatt in der Stadt. Ihre ältere Schwester heiratete einen Schreiner und zog mit der elfjährigen Louise Saumoneau, ihrer jüngeren Schwester Berthe und ihren Eltern nach Paris. Louise fand eine Stelle als Näherin, um das Einkommen der Familie aufzubessern, zu der nun auch die vier Kinder ihrer älteren Schwester gehörten.

### Die Zeit von 1898 bis 1901
Um 1898 nahm sich Saumoneau einen halben Tag frei, um an einer feministischen Versammlung teilzunehmen, und ärgerte sich darüber, dass viel Zeit darauf verwendet wurde, über die Zulässigkeit der Mitgift zu diskutieren – ein für eine Frau aus der Arbeiterklasse irrelevantes Thema. 1899 gründeten Saumoneau und Élisabeth Renaud die erste Feministische Sozialistische Gruppe (Groupe féministe socialiste, GFS). Das Manifest der GFS protestierte gegen die „doppelte Unterdrückung der Frauen, die in großem Umfang vom Kapitalismus ausgebeutet werden und den Männern durch Gesetze und vor allem durch Vorurteile unterworfen sind“. Es wurde von vier Frauen unterzeichnet, die alle aus einfachen Verhältnissen stammten und ihre Berufe mit ihren Namen verbanden: Louise Saumoneau (Schneiderin), Elisabeth Renaud (Lehrerin), Estelle Mordelet und Florestine Malseigne (Konfektionärinnen).
Auf dem Frauenkongress, der am 5. September 1900 unter dem Vorsitz von Marguerite Durand begann, gehörten die meisten Delegierten eher der Elite als der Arbeiterschaft an. Saumoneau und Renaud wurden nur widerwillig zugelassen. Während die Anwesenden keine Schwierigkeiten hatten, eine Resolution für einen Achtstundentag für Industriearbeiter mit einem ganzen freien Tag zu unterstützen, hatten sie große Schwierigkeiten mit dem Vorschlag, der die gleichen Bedingungen für ihre eigenen Dienstmädchen vorsah. Saumoneau und Renaud bestanden darauf. Beide traten dem Conseil national des femmes françaises (Nationalrat der französischen Frauen) bei, als dieser 1901 unter der Leitung von Sarah Monod und Isabelle Bogelot gegründet wurde. Die Mehrheit der Mitglieder waren gemäßigte bürgerliche Republikanerinnen. Die Sozialistinnen bildeten eine winzige Minderheit auf der linken Seite der Bewegung, die von der katholischen Rechten unter der Führung von Marie Maugeret ausgeglichen wurde. Saumoneau lehnte den Feminismus ab, da sie den Klassenkampf für wichtiger hielt. Sie prangerte den „bürgerlichen“ Feminismus an und interessierte sich wenig für die spezifischen Probleme der Frauen.
Im selben Jahr beteiligte sich Louise Saumoneau an der Gründung einer Näherinnengewerkschaft, die sich mit ähnlichen Organisationen in drei anderen Arbeitervierteln von Paris zusammenschloss. Sie wurde zur Sekretärin gewählt und von ihrer Schwester Berthe unterstützt. Im Februar 1901 begann ein Streik der Schneiderinnen und Näherinnen, die in den Ateliers arbeiteten. Dieser Streik dauerte etwa einen Monat und fand in der Presse, insbesondere in der Zeitung La Fronde, große Beachtung. Der Streik endete einen Monat später mit einer Niederlage. Saumoneau war davon überzeugt, dass Gewerkschaften sowohl Männer als auch Frauen vertreten sollten. Im September 1901 wurde ihre Gewerkschaft aufgelöst, und ihre Mitglieder traten der Männergewerkschaft bei, die nun für Bekleidungsarbeiterinnen beiderlei Geschlechts offen war. Saumoneau erkannte, dass die arbeitenden Frauen mehr mit den arbeitenden Männern gemeinsam hatten als mit den Frauen der Bourgeoisie. Sie sah keinen Weg, wie eine Frauengruppe außerhalb der von Männern dominierten Gewerkschaften wirksam werden könnte.

## 1901 bis zum Ersten Weltkrieg
Zwischen 1901 und 1902 gaben Louise Saumoneau und Elisabeth Renaud eine Monatszeitschrift mit dem Titel La Femme socialiste heraus, die sich an der deutschen marxistisch-feministischen Zeitschrift Die Gleichheit orientierte, die von Clara Zetkin herausgegeben wurde und als deren französisches Pendant Saumoneau allgemein angesehen wird. Die Zeitschrift bestand später erneut von 1912 bis 1940. 1902, als die GFS etwa 100 Mitglieder zählte, kam es zu einer Auseinandersetzung mit Elisabeth Renaud, die daraufhin die Gruppe verließ. Louise Saumoneau wurde daraufhin Leiterin der Gruppe. Aus Angst, mit der Frauenbewegung identifiziert zu werden, weigerte sie sich, einer Frau zu helfen, deren Arbeitsplatz in einer Druckerei von einer Männergewerkschaft gestrichen worden war. Diese Ansicht wurde von den Mitgliedern der GFS geteilt, die zum größten Teil ebenfalls Näherinnen waren und einen starken Groll gegen das französische Klassensystem hegten. Als die GFS 1905 auf 200 Mitglieder angewachsen war, weigerte sich die Section française de l’Internationale ouvrière (SFIO), die nur vereinzelte weibliche Mitglieder aufnahm, die GFS anzuerkennen und mangels Legitimität verschwand sie wieder.
1913 gründete sie mit Hilfe anderer Aktivistinnen wie Marianne Rauze und Elisabeth Renaud die Groupe des Femmes Socialistes (Fraktion der sozialistischen Frauen, GDFS), einen Ableger der SFIO. Sie riet feministischen Frauen von einer Mitgliedschaft ab und startete ein Anwerbungsprogramm. Darüber hinaus war die Gruppe eher eine Hilfsgruppe der Sozialistischen Partei und hatte keine eigene Hierarchie. Infolgedessen konnte die GDFS in einem Jahr nur dreihundert neue Mitglieder gewinnen. Als die SFIO von Jean Jaurès mit Unterstützung der CGT und der Fédération communiste anarchiste (FCA) am 25. Mai 1913 eine pazifistische Demonstration gegen das Dreijahresgesetz organisierte, war sie neben Alice Jouenne und Maria Vérone eine der drei Frauen, die eine Rede hielten.

### Erster Weltkrieg
Die Aktivitäten der Gruppe wurden ein Jahr später durch den Ausbruch des Ersten Weltkriegs unterbrochen: Zu diesem Zeitpunkt zählte die SFIO 90.000 Mitglieder, darunter nur 1.000 Frauen, von denen wiederum die Hälfte Ehefrauen oder Töchter männlicher Mitglieder waren. Am 5. Juli 1914, dreiundzwanzig Tage vor der ersten Kriegserklärung und einen Monat vor dem Eintritt Frankreichs in den internationalen Konflikt, organisierte Louise Saumoneau eine Demonstration zum Internationalen Tag der arbeitenden Frauen (auch Internationaler Frauentag), um das Wahlrecht und bessere Arbeitsbedingungen für Frauen zu fordern.
Die GDFS löste sich während des Ersten Weltkrieges (Juli 1914 bis November 1918) aufgrund von Meinungsverschiedenheiten auf. Saumoneau vertrat eine pazifistische Haltung. Anfang 1915 verbreitete Saumoneau einen Aufsatz der deutschen Sozialistin Clara Zetkin, in dem diese die sozialistischen Frauen aufrief, für den Frieden zu kämpfen. „Wenn die Männer töten, ist es an uns Frauen, für die Erhaltung des Lebens zu kämpfen. Wenn die Männer schweigen, ist es unsere Pflicht, für unsere Ideale die Stimme zu erheben.“ Im Januar 1915 gründete sie als Antwort auf Clara Zetkins Aufruf das Sozialistische Feministische Aktionskomitee für den Frieden gegen Chauvinismus. Zetkin organisierte Ende März 1915 eine internationale Konferenz sozialistischer Frauen in Bern, um gegen den Krieg zu protestieren. Saumoneau war die einzige Vertreterin Frankreichs. Sie wies darauf hin, dass die Massen gegen den Krieg seien, aber ihre Führer es nicht wagten, eine harte Haltung einzunehmen. Nach ihrer Rückkehr aus Bern wurde sie von der Polizei gesucht, da sie wegen ihrer pazifistischen Ideale nicht nur von den Behörden, sondern auch von der SFIO angefeindet wurde.
Drei Tage später, am 28. April, fand die Haager Konferenz statt (auf der die Internationale Frauenliga für Frieden und Freiheit gegründet wurde), die von der Feministin Aletta Jacobs organisiert wurde. Diese wünschte sich französische Vertreterinnen, lud aber Louise Saumoneau nicht ein. Diese erklärte ihrerseits, sie werde nicht mit Jacobs zusammenarbeiten, unter anderem wegen ihrer bürgerlichen Herkunft.
Louise Saumoneau wurde am 2. Oktober 1915 festgenommen und im Gefängnis Saint-Lazare inhaftiert, in dem normalerweise Prostituierte ihre Strafen verbüßten. Am 20. November des folgenden Jahres wurde sie nach einer Einstellung des Verfahrens wieder freigelassen, da die Behörden verhindern wollten, dass sie zu einem Symbol des Pazifismus wurde. Sie trat fast sofort dem Internationalen Aktionskomitee bei, das im Dezember 1915 von Gewerkschaftern, die die pazifistischen Erklärungen der Zimmerwalder Konferenz unterstützten, gegründet worden war. Das Komitee schloss sich mit der Sozialistischen Minderheit zum Komitee für die Wiederaufnahme der internationalen Beziehungen zusammen. Louise Saumoneau unterstützte das von ihrem Führer Albert Bourderon verfasste Manifest, in dem es hieß, dass das Komitee so lange aktiv bleiben würde, bis die Mehrheit der Sozialistischen Partei und das Internationale Sozialistische Büro die internationalen Beziehungen wieder aufnähmen. Im Februar 1917 spaltete sich die Führung des Komitees und einige verließen die Bewegung. 
Alphonse Merrheim ging, um sich auf den Gewerkschaftskampf zu konzentrieren; Pierre Brizon, Jean-Pierre Raffin-Dugens und Albert Bourderon schlossen sich der pazifistischen Minderheit der SFIO an, die von Jean Longuet angeführt wurde. Die Leitung des Komitees ging somit an Louise Saumoneau sowie an Fernand Loriot, Charles Rappoport und François Mayoux.

### Spätere Jahre
Nach der Spaltung der SFIO auf dem Kongress von Tours im Dezember 1920 entschied sich Saumoneau dafür, in der SFIO zu verbleiben und sich nicht den Kommunisten anzuschließen. Angesichts ihrer bisherigen Präferenz für die Dritte Internationale kam dieser Schritt überraschend.
1922 gründete Louise Saumoneau erneut die Groupe des Femmes socialistes, die ihre Tätigkeit bis 1931 fortsetzte, als sie vom Conseil National des Femmes socialistes abgelöst wurde. Parallel dazu gab Louise Saumoneau bis 1940, die Zeitschrift La Femme socialiste heraus.
Trotz der Präsenz und des Einflusses von Louise Saumoneau und anderen Frauenaktivistinnen in der Partei setzte sich die SFIO vor dem Zweiten Weltkrieg nicht sehr aktiv für das Frauenwahlrecht ein (Léon Blums Volksfrontregierung hatte es 1936 beschlossen, es wurde aber von Senat verhindert), das schließlich 1945 durchgesetzt wurde (ebenso wie das Recht, bei Wahlen zu kandidieren). Louise Saumoneau setzte ihren Aktivismus bis Ende der 1940er Jahre fort. 1947 übernahm sie ein letztes Mal die Herausgabe der Zeitschrift La Femme socialiste, die bis 1949 erschien.
Louise Saumoneau starb 1950 im 12. Arrondissement von Paris.

## Werke
- 1920: Miscellaneous Feminist Pamphlets. La Femme Socialiste.[40]
- 1921: Études et critiques.[41]
- 1929: Luttes et souffrances de la femme. Imprimerie spéciale de la Femme socialiste.[42]
- 1929: Principes et action féministes socialistes.[43]
- 1924: Les Femmes socialistes contre la guerre. I. Appel de Clara Zetkin. Son introduction en France.[44]
- 1947: Continuité de l’action féminine socialiste.[45]
- 1947: Le Devoir civique des femmes.[46]
- 1948: La Femme et le socialisme.[47]